# Orličan VSO-10
Die Orličan VSO-10 Gradient ist ein in der Tschechoslowakei entwickeltes Segelflugzeug.

## Entwicklung und Aufbau
Die VSO-10 entstand ab 1972 aufgrund der Nachfrage des Svazarm (Svaz pro spolupráci s armádou, Verband zur Unterstützung der Armee) für einen Nachfolger der VT-16 Orlík für die Klubklasse. Drei Entwürfe wurden eingereicht, die aber alle nicht den Anforderungen entsprachen. Schließlich entschied man sich für das Projekt WK-1 von Tadeáš Wala aus dem Jahr 1970, das aber statt des geplanten Pendelhöhenruders ein herkömmliches Höhenleitwerk erhielt, und übergab es zur Verwirklichung dem Orličan-Werk in Choceň. Die Entwickler konstruierten das Flugzeug in Gemischtbauweise mit einem die Besatzungskabine und die Flügelanschlüsse einschließenden Rumpfvorderteil aus Glasfaserverstärktem Kunststoff (GFK). Diese GFK-Rumpfschale erhielt später im Bereich von Flügel, Sitz und Fahrwerk eine Verstärkung durch einen Stahlrohrrahmen. Dahinter schloss sich der röhrenförmige Leitwerksträger mit dem stoffbespannten T-Leitwerk, beide aus Leichtmetall, an. Die zur Gänze aus Holz bestehenden Tragflächen verfügten auf Ober- und Unterseite über Schempp-Hirth-Luftbremsen, Holme mit Doppel-T-Profil und Sandwichbeplankung. Das Hauptrad wurde einziehbar gestaltet.
Es wurden insgesamt drei Prototypen aufgelegt und ausgiebigen Festigkeitsprüfungen unterzogen. Im Oktober 1976 erfolgte dann der Erstflug. Nach kleineren Änderungen am Höhenleitwerk und einer weiterführenden Testreihe erhielt das Muster die Zulassung und ging ab 1978 in Choceň in die Serienproduktion. Noch im gleichen Jahr begann die Auslieferung der VSO-10 an die Fliegerklubs des Svazarm, wo sie für die Ausbildung und bei Wettkämpfen eingesetzt wurde. Ihr Auslandsdebüt gab die VSO-10 im Jahr darauf bei den Europameisterschaften in Schweden, wo die Piloten Martin Brunecky und Jaroslav Vavra mit ihren Flugzeugen vordere Plätze belegen konnten. Eine als VSO-10A bezeichnete Ausführung, bei der das stützende Balsaholz in der oberen Flügelschale durch Conticell-Schaum ersetzt wurde, ging 1982 in die Fertigung. Bei der in zehn Exemplaren gebauten VSO-10B kam Conticell dann auch bei der unteren Flügelseite zur Anwendung. Als letztes erschien die VSO-10C mit nicht einziehbarem Hauptrad, von der zwölf Stück hergestellt wurden. Diese Variante flogen die tschechoslowakischen Flugsportler bei der EM von 1979. Eine vollständig aus GFK bestehende Ausführung namens VSO-12 wurde nicht verwirklicht. Insgesamt entstanden bis zum Ende der Produktion im Jahr 1989 221 VSO-10, von denen einige auch noch in der heutigen Zeit in Luftsportvereinen aktiv geflogen werden.

## Technische Daten
| Kenngröße                       | Daten                                                             |
| ------------------------------- | ----------------------------------------------------------------- |
| Besatzung                       | 1                                                                 |
| Spannweite                      | 15,00 m                                                           |
| Länge                           | 7,00 m                                                            |
| Flügelfläche                    | 12,00 m²                                                          |
| Flügelstreckung                 | 18,75                                                             |
| Flächenbelastung                | 31,67 kg/m²                                                       |
| Rüstmasse                       | 250 kg                                                            |
| Wasserballast                   | 60 kg                                                             |
| max. Startmasse                 | 380 kg                                                            |
| zulässige Höchstgeschwindigkeit | 260 km/h                                                          |
| Mindestgeschwindigkeit          | 68 km/h                                                           |
| beste Gleitzahl                 | 34 bei 90 km/h                                                    |
| geringstes Sinken               | 0,67 m/s bei 73 km/h                                              |
| Profil                          | Wortmann FX 61-163 (Flügelwurzel) Wortmann FX 60-126 (Flügelende) |